# Saison 18 de Strictly Come Dancing
La dix-huitième saison de l'émission britannique de téléréalité musicale Strictly Come Dancing a débuté en octobre 2020 sur BBC One.

## Couples

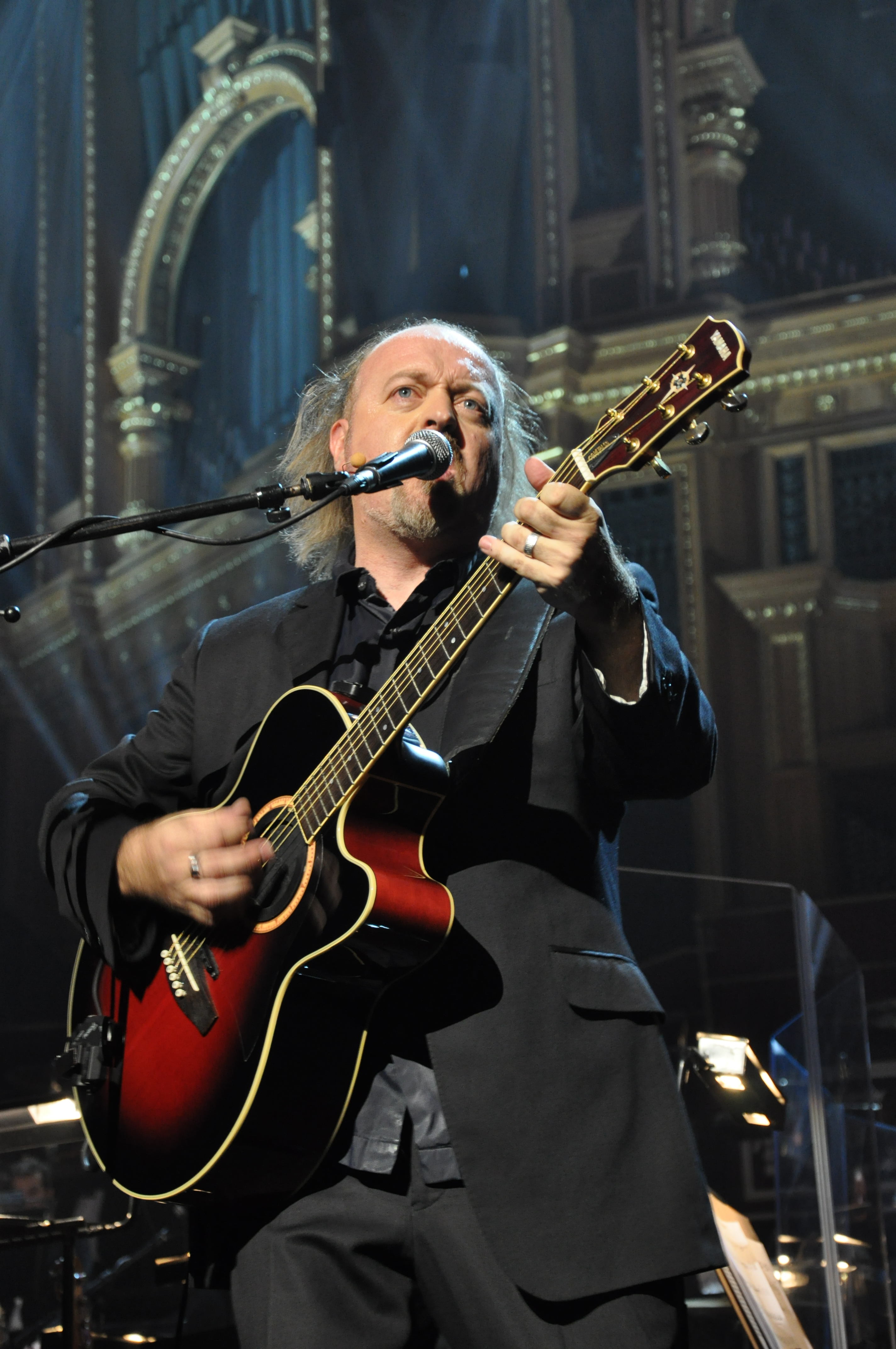
Bill Bailey
HRVY
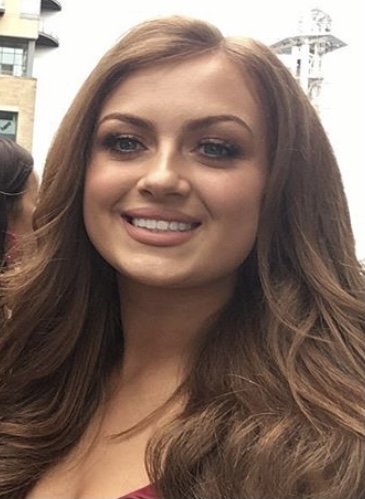
Maisie Smith
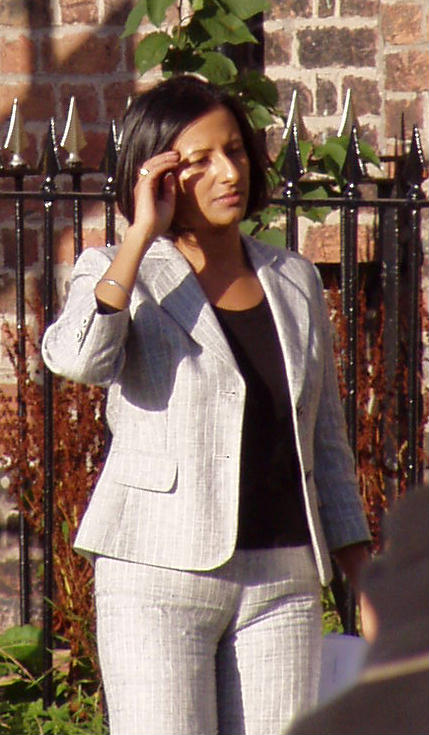
Ranvir Singh
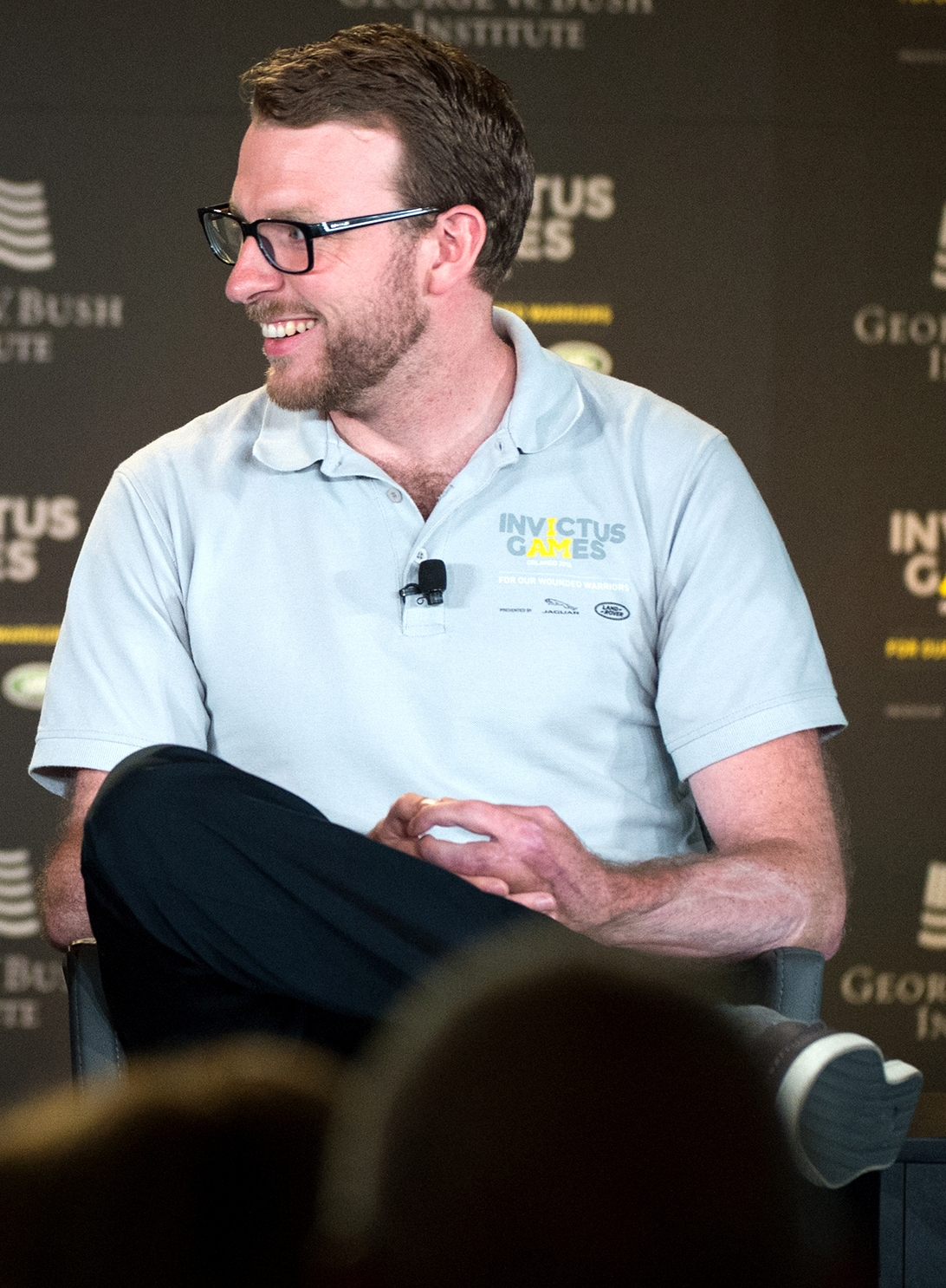
JJ Chalmers

| Candidat         | Occupation                                                | Partenaire       | Départ    | Classement                          |
| ---------------- | --------------------------------------------------------- | ---------------- | --------- | ----------------------------------- |
| Bill Bailey      | Musicien, acteur et humoriste                             | Oti Mabuse       | Semaine 9 | Vainqueur le 19 décembre 2020       |
| HRVY             | Chanteur                                                  | Janette Manrara  | Semaine 9 | Seconde place le 19 décembre 2020   |
| Maisie Smith     | Actrice dont EastEnders                                   | Gorka Màrquez    | Semaine 9 | Seconde place le 19 décembre 2020   |
| Jamie Laing      | Star de l'émission Made in Chelsea                        | Karen Hauer      | Semaine 9 | Seconde place le 19 décembre 2020   |
| Ranvir Singh     | Journaliste de l'émission Good Morning Britain            | Giovanni Pernice | Semaine 8 | Éliminée le 13 décembre 2020        |
| JJ Chalmers      | Animateur de télévision et médaillé des Invictus Games    | Amy Dowden       | Semaine 7 | Éliminé le 6 décembre 2020          |
| Clara Amfo       | DJ et animatrice radio sur BBC Radio 1                    | Aljaž Skorjanec  | Semaine 6 | Éliminée le 29 novembre 2020        |
| Caroline Quentin | Actrice et animatrice de télévision                       | Johannes Radebe  | Semaine 5 | Éliminée le 22 novembre 2020        |
| Max George       | Chanteur, membre du groupe The Wanted                     | Diane Buswell    | Semaine 4 | Éliminé le 15 novembre 2020         |
| Nicola Adams     | Championne olympique de boxe                              | Katya Jones      | Semaine 4 | Abandon médical le 12 novembre 2020 |
| Jason Bell       | Ancien joueur de football américain                       | Luba Mushtuk     | Semaine 3 | Éliminé le 8 novembre 2020          |
| Jacqui Smith     | Femme politique, ancienne secrétaire d'État à l'Intérieur | Anton du Beke    | Semaine 2 | Éliminée le 1er novembre 2020       |

- Bill Bailey
- HRVY
- Maisie Smith
- Ranvir Singh
- JJ Chalmers

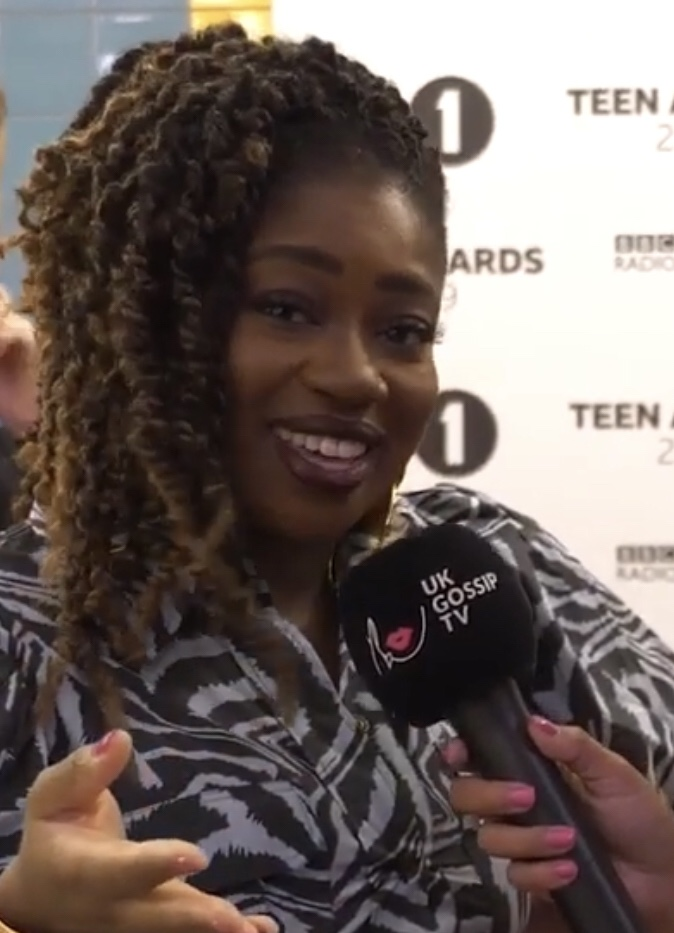
Clara Amfo
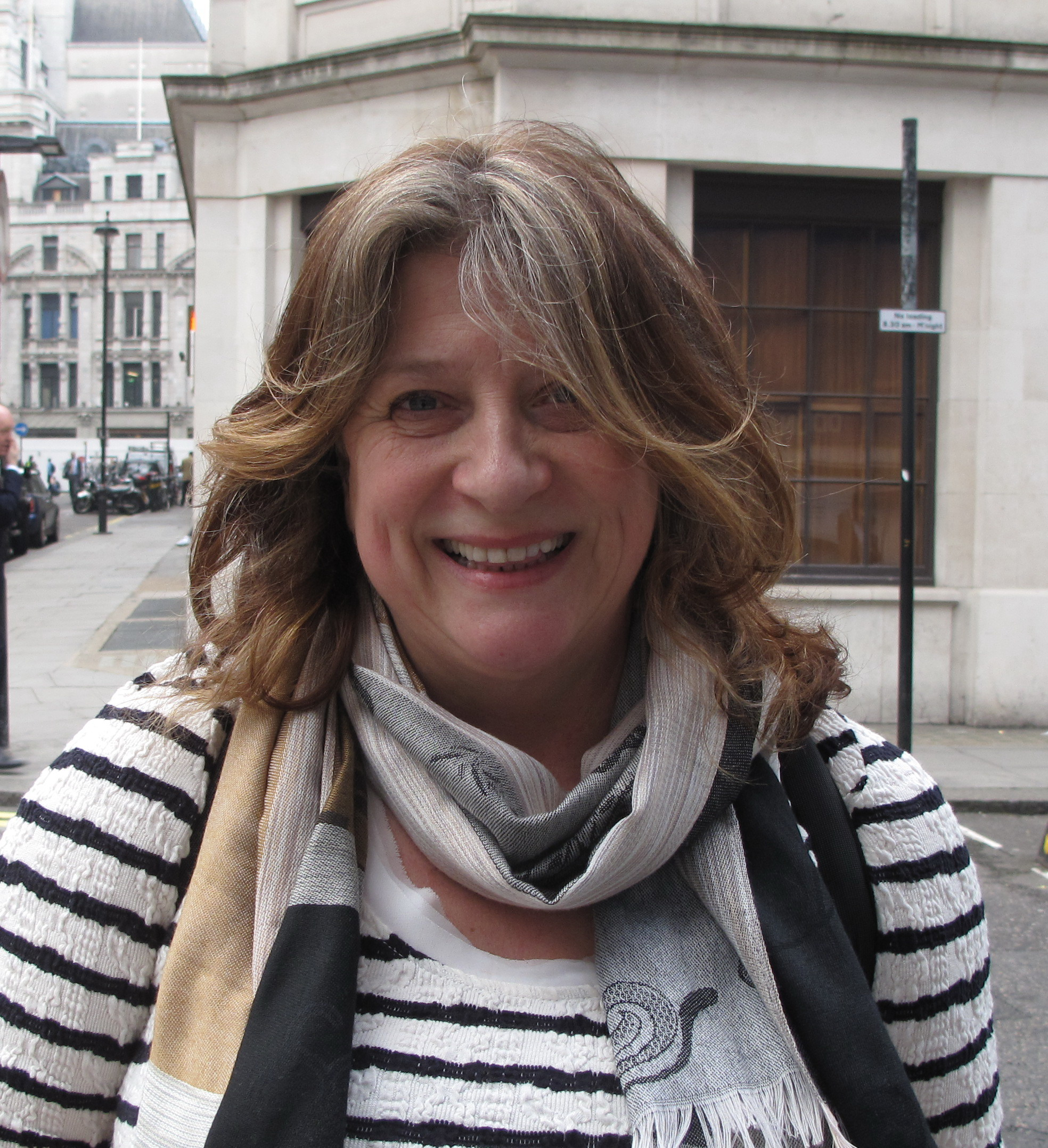
Caroline Quentin
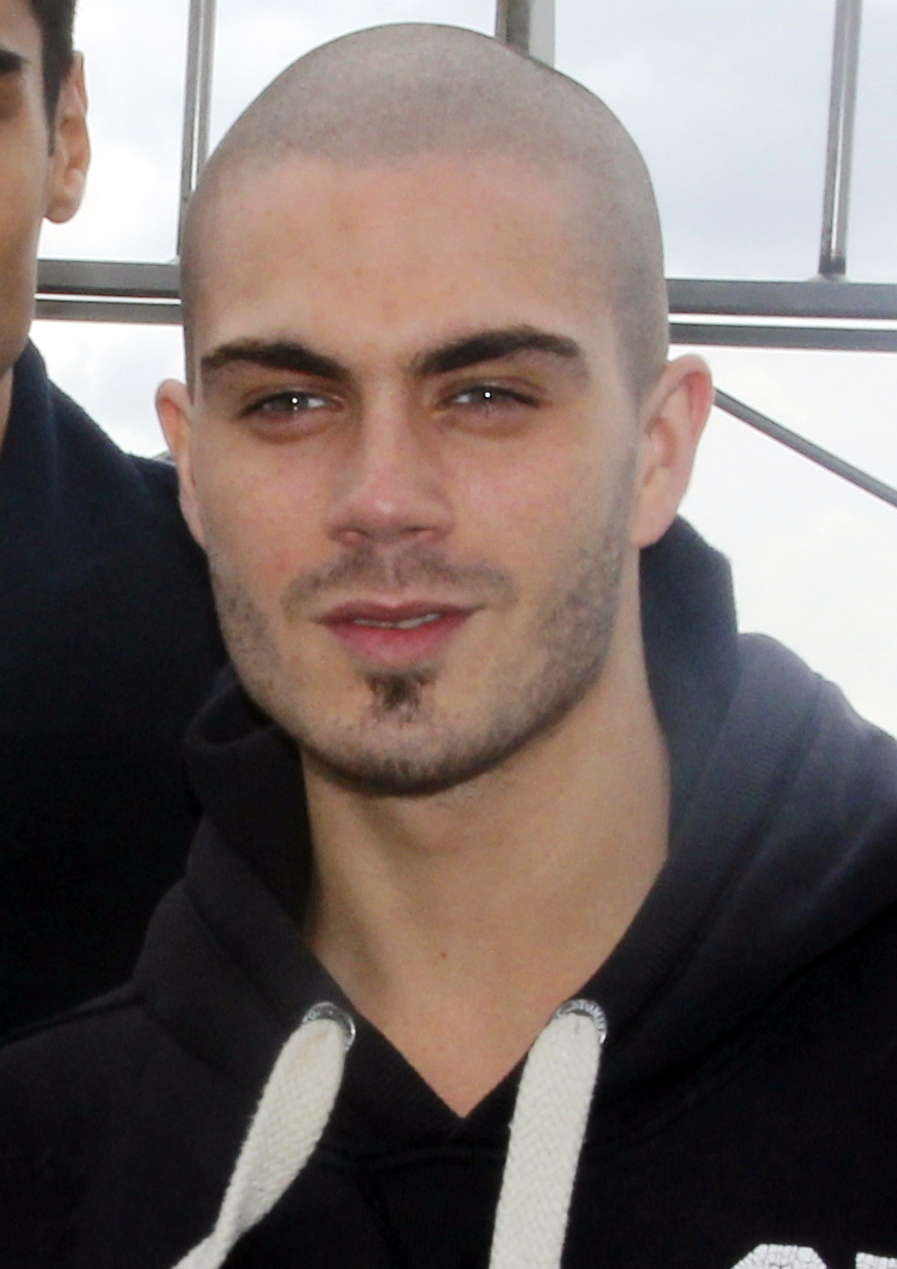
Max George
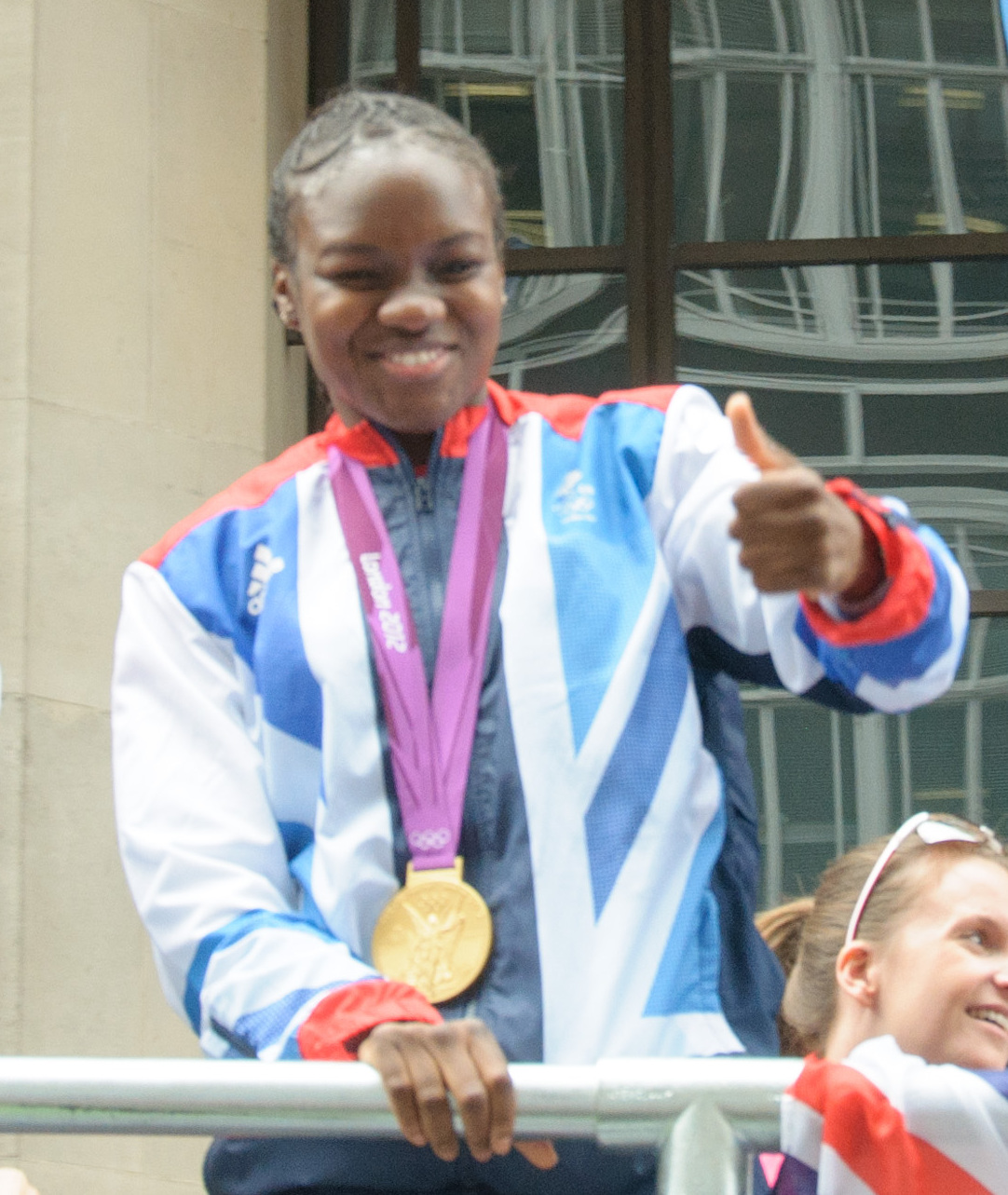
Nicola Adams
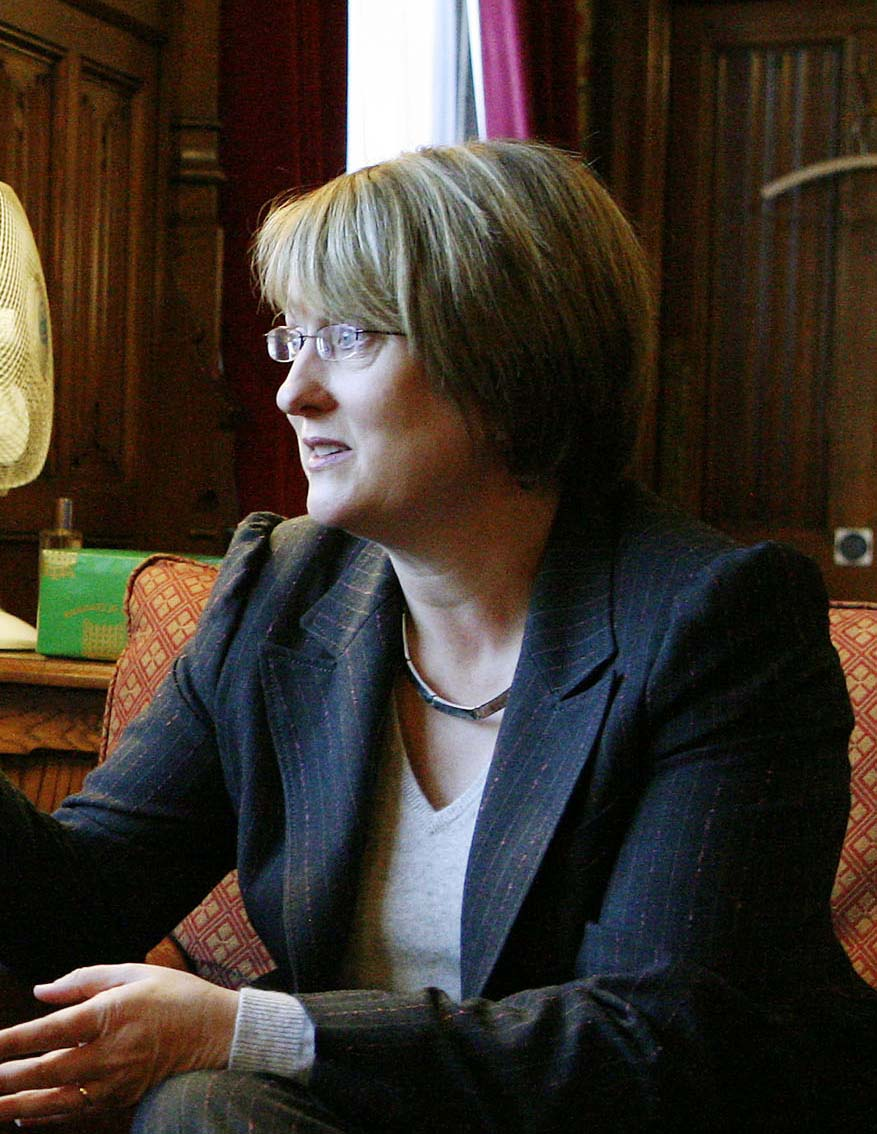
Jacqui Smith

## Scores
Cette saison, exceptionnellement, du fait de l'absence de Bruno Tonioli dans le jury, chaque prestation est notée sur 30 et non 40.
| Bill & Oti          | 1  | 15 | 24 | 39 | 26 | 27 | 25 | 24 | 24 | 25 + 23 = 48 | 29 + 30 + 29 = 88 |  |  |  |  |  |  |  |  |  |  |
| HRVY & Janette      | 2  | 25 | 24 | 49 | 21 | 27 | 26 | 30 | 29 | 23 + 30 = 53 | 29 + 29 + 30 = 88 |  |  |  |  |  |  |  |  |  |  |
| Maisie & Gorka      | 2  | 24 | 25 | 49 | 24 | 24 | 27 | 29 | 28 | 30 + 29 = 59 | 29 + 30 + 29 = 88 |  |  |  |  |  |  |  |  |  |  |
| Jamie & Karen       | 2  | 14 | 17 | 31 | 23 | 25 | 29 | 24 | 24 | 24 + 24 = 48 | 26 + 29 + 29 = 84 |  |  |  |  |  |  |  |  |  |  |
| Ranvir & Giovanni   | 5  | 21 | 21 | 42 | 27 | 20 | 27 | 24 | 27 | 26 + 18 = 44 |                   |  |  |  |  |  |  |  |  |  |  |
| JJ & Amy            | 6  | 19 | 17 | 36 | 24 | 17 | 25 | 25 | 20 |              |                   |  |  |  |  |  |  |  |  |  |  |
| Clara & Aljaž       | 7  | 18 | 17 | 35 | 20 | 29 | 18 | 19 |    |              |                   |  |  |  |  |  |  |  |  |  |  |
| Caroline & Johannes | 8  | 21 | 21 | 42 | 21 | 22 | 24 |    |    |              |                   |  |  |  |  |  |  |  |  |  |  |
| Max & Dianne        | 9  | 17 | 20 | 37 | 24 | 20 |    |    |    |              |                   |  |  |  |  |  |  |  |  |  |  |
| Nicola & Katya      | 10 | 21 | 24 | 45 | 19 | -  |    |    |    |              |                   |  |  |  |  |  |  |  |  |  |  |
| Jason & Luba        | 11 | 16 | 18 | 34 | 12 |    |    |    |    |              |                   |  |  |  |  |  |  |  |  |  |  |
| Jacqui & Anton      | 12 | 13 | 12 | 25 |    |    |    |    |    |              |                   |  |  |  |  |  |  |  |  |  |  |

Les nombres rouges indiquent le score le plus bas pour chaque semaine de compétition
Les nombres verts indiquent le score le plus haut pour chaque semaine de compétition
 Le couple éliminé cette semaine-là
 Le couple en danger cette semaine-là
 Le couple n'a pas pu danser cette semaine-là (en raison d'une blessure)
 Le couple a abandonné cette semaine-là
 Le couple vainqueur
 Le couple en seconde position

### Moyenne des candidats
Le tableau reprend la moyenne des notes des candidats, sur un maximum de 30 points.
| Rang par moyenne | Place | Couple              | Total des points | Nombre de danses | Moyenne |
| ---------------- | ----- | ------------------- | ---------------- | ---------------- | ------- |
| 1                | 2     | Maisie & Gorka      | 328              | 12               | 27.33   |
| 2                | 2     | HRVY & Janette      | 323              | 12               | 26.92   |
| 3                | 1     | Bill & Oti          | 301              | 12               | 25.08   |
| 4                | 2     | Jamie & Karen       | 288              | 12               | 24      |
| 5                | 5     | Ranvir & Giovanni   | 211              | 9                | 23.44   |
| 6                | 8     | Caroline & Johannes | 109              | 5                | 21.8    |
| 7                | 10    | Nicola & Katya      | 64               | 3                | 21.33   |
| 8                | 6     | JJ & Amy            | 147              | 7                | 21.0    |
| 9                | 9     | Max & Dianne        | 81               | 4                | 20.25   |
| 10               | 7     | Clara & Aljaž       | 121              | 6                | 20.16   |
| 11               | 11    | Jason & Luba        | 46               | 3                | 15.33   |
| 12               | 12    | Jacqui & Anton      | 25               | 2                | 12.5    |

### Meilleures et pires performances par type de danses
Les meilleurs et pires scores pour chaque style de danse, sur un maximum de 30 points.
| Danse             | Meilleur danseur              | Score le plus haut | Pire danseur              | Score le plus bas |
| ----------------- | ----------------------------- | ------------------ | ------------------------- | ----------------- |
| American Smooth   | HRVY                          | 30                 | Jason Bell                | 16                |
| Cha-cha-cha       | Maisie Smith Caroline Quentin | 24                 | Jamie Laing               | 14                |
| Charleston        | HRVY                          | 30                 | JJ Chalmers               | 20                |
| Foxtrot           | Ranvir Singh                  | 27                 | Jacqui Smith              | 13                |
| Jive              | HRVY                          | 29                 | JJ Chalmers               | 17                |
| Paso Doble        | Bill Bailey                   | 26                 | Jason Bell                | 12                |
| Quickstep         | Maisie Smith Bill Bailey      | 29                 | Nicola Adams Ranvir Singh | 21                |
| Rumba             | HRVY                          | 23                 |                           |                   |
| Salsa             | HRVY Maisie Smith             | 27                 | Jason Bell                | 16                |
| Samba             | Maisie Smith                  | 29                 | Jacqui Smith              | 12                |
| Showdance         | Bill Bailey Maisie Smith      | 30                 | HRVY Jamie Laing          | 29                |
| Street Commercial | HRVY Maisie Smith             | 30                 | Nicola Adams Max George   | 24                |
| Tango             | HRVY                          | 26                 | Max George                | 17                |
| Tango argentin    | Ranvir Singh                  | 27                 | Bill Bailey               | 24                |
| Theatre & Jazz    | Caroline Quentin              | 21                 |                           |                   |
| Valse             | Ranvir Singh                  | 26                 | JJ Chalmers               | 19                |
| Valse viennoise   | Maisie Smith                  | 29                 | Clara Amfo                | 17                |

### Meilleures et pires performances pour chaque danseur
Le score maximal est de 30 points.
| Couple              | Danse avec le meilleur score                      | Danse avec le moins bon score                  |
| ------------------- | ------------------------------------------------- | ---------------------------------------------- |
| Bill & Oti          | Showdance (30)                                    | Cha-cha-cha (15)                               |
| HRVY & Janette      | Street Commercial Charleston American Smooth (30) | Cha-cha-cha (21)                               |
| Maisie & Gorka      | Street Commercial Showdance (30)                  | Samba American Smooth Cha-cha-cha (24)         |
| Jamie & Karen       | Street Commercial Showdance (29)                  | Cha-cha-cha (14)                               |
| Ranvir & Giovanni   | Foxtrot Tango argentin Valse viennoise (27)       | Jive (18)                                      |
| JJ & Amy            | Quickstep Valse viennoise (25)                    | Paso Doble Jive (17)                           |
| Clara & Aljaž       | Charleston (29)                                   | Valse viennoise (17)                           |
| Caroline & Johannes | Cha-Cha-Cha (24)                                  | American Smooth Paso Doble Theatre & Jazz (21) |
| Max & Dianne        | Street Commercial (24)                            | Tango (17)                                     |
| Nicola & Katya      | Street Commercial (24)                            | Jive (19)                                      |
| Jason & Luba        | Salsa (18)                                        | Paso Doble (12)                                |
| Jacqui & Anton      | Foxtrot (13)                                      | Samba (12)                                     |

## Liste des épisodes
Les notes attribuées par les juges sont toujours dans l'ordre suivant de gauche à droite: Craig Revel Horwood, Shirley Ballas, Motsi Mabuse

### Semaine 1
Les danses de cette semaine sont : American Smooth, cha-cha-cha, foxtrot,  jive, paso doble, quickstep, samba, tango, valse
Ordre de passage
| Couple              | Scores     | Danse           | Musique                                               |
| ------------------- | ---------- | --------------- | ----------------------------------------------------- |
| Jamie & Karen       | 14 (4,5,5) | Cha-Cha-Cha     | Think About Things — Daði Freyr                       |
| Caroline & Johannes | 21 (7,7,7) | American Smooth | 9 to 5 — Sheena Easton                                |
| Max & Dianne        | 17 (6,5,6) | Tango           | Best Fake Smile — James Bay                           |
| Clara & Aljaž       | 18 (5,6,7) | Cha-Cha-Cha     | Don't Start Now — Dua Lipa                            |
| Jacqui & Anton      | 13 (3,5,5) | Foxtrot         | Always Look on the Bright Side of Life — Monty Python |
| JJ & Amy            | 19 (6,6,7) | Valse           | What a Wonderful World — Louis Armstrong              |
| Maisie & Gorka      | 24 (8,8,8) | Samba           | Samba (Conga) — Gloria Estefan                        |
| Jason & Luba        | 16 (4,6,6) | American Smooth | My Girl — The Temptations                             |
| Ranvir & Giovanni   | 21 (7,7,7) | Paso Doble      | End of Time — Beyoncé                                 |
| Nicola & Katya      | 21 (7,7,7) | Quickstep       | Get Happy — Ella Fitzgerald                           |
| Bill & Oti          | 15 (3,6,6) | Cha-cha-cha     | Pata Pata — Miriam Makeba                             |
| HRVY & Janette      | 25 (8,8,9) | Jive            | Faith — Stevie Wonder feat. Ariana Grande             |

### Semaine 2
Les danses de cette semaine sont : American Smooth, jive, paso doble, quickstep, salsa, samba, Street Commercial, tango, valse, valse viennoise
Ordre de passage
| Couple              | Scores     | Danse             | Musique                                              | Résultat  |
| ------------------- | ---------- | ----------------- | ---------------------------------------------------- | --------- |
| Max & Dianne        | 20 (6,7,7) | Jive              | I'm a Believer - The Monkees                         | Sauvé     |
| Clara & Aljaž       | 17 (5,6,6) | Valse viennoise   | You Don't Own Me - Lesley Gore (version de SAYGRACE) | Sauvée    |
| Bill & Oti          | 24 (8,8,8) | Quickstep         | Talk to the Animals - Bobby Darin                    | Sauvé     |
| JJ & Amy            | 17 (5,6,6) | Paso Doble        | Believer - Imagine Dragons                           | Sauvé     |
| Jamie & Karen       | 17 (5,6,6) | American Smooth   | Night and Day - Frank Sinatra                        | En danger |
| Maisie & Gorka      | 25 (8,9,8) | Tango             | Midnight Sky - Miley Cyrus                           | Sauvée    |
| Jacqui & Anton      | 12 (2,5,5) | Samba             | Help Yourself - Tom Jones                            | Éliminée  |
| HRVY & Janette      | 24 (7,8,9) | Valse viennoise   | Stuck with U - Ariana Grande feat. Justin Bieber     | Sauvé     |
| Ranvir & Giovanni   | 21 (6,7,8) | Quickstep         | You Are the Sunshine of My Life - Stevie Wonder      | Sauvée    |
| Nicola & Katya      | 24 (8,8,8) | Street Commercial | Shine - Years and Years                              | Sauvée    |
| Caroline & Johannes | 21 (7,7,7) | Paso Doble        | El gato montés - Ramon Cortez Pasodoble Orchestra    | Sauvée    |
| Jason & Luba        | 18 (6,6,6) | Salsa             | Get Lucky - Daft Punk feat. Pharrell Williams        | Sauvé     |

Le dance-off, cette semaine, s'est joué entre les couples Jacqui Smith & Anton et Jamie Laing & Karen
Vote des juges pour le repêchage :
- Craig : Jamie & Karen
- Motsi : Jamie & Karen
- Shirley : N'a pas eu besoin de voter, mais aurait voté pour Jamie & Karen

### Semaine 3: Soirée cinéma
Les danses de cette semaine sont : American Smooth, cha-cha-cha, charleston, foxtrot, jive, paso doble + Theatre & Jazz + Street Commercial Couple's Choice
Ordre de passage
| Couple              | Scores     | Danse                               | Musique                                               | Film                          | Résultat  |
| ------------------- | ---------- | ----------------------------------- | ----------------------------------------------------- | ----------------------------- | --------- |
| Nicola & Katya      | 19 (6,7,6) | Jive                                | Greased Lightnin' - John Travolta                     | Grease                        | En danger |
| Maisie & Gorka      | 24 (8,7,9) | American Smooth                     | Into the Unknown - Idina Menzel                       | La Reine des neiges 2         | Sauvée    |
| Caroline & Johannes | 21 (6,7,8) | Theatre Jazz (Couple's choice)      | Everything's Coming Up Roses - Ethel Merman           | Gypsy                         | Sauvée    |
| Jason & Luba        | 12 (3,4,5) | Paso Doble                          | Générique de Star Wars                                | Star Wars                     | Éliminé   |
| JJ & Amy            | 24 (8,8,8) | Foxtrot                             | Raindrops Keep Fallin' on My Head - B. J. Thomas      | Butch Cassidy et le Kid       | Sauvé     |
| HRVY & Janette      | 21 (6,7,8) | Cha-cha-cha                         | Don't Go Breaking My Heart - Elton John et Kiki Dee   | Gnoméo et Juliette            | Sauvé     |
| Ranvir & Giovanni   | 27 (9,9,9) | Foxtrot                             | Love You I Do - Jennifer Hudson                       | Dreamgirls                    | Sauvée    |
| Jamie & Karen       | 23 (7,8,8) | Charleston                          | Zero to Hero                                          | Hercule                       | Sauvé     |
| Clara & Aljaž       | 20 (7,6,7) | Tango                               | Lady Marmalade - Pink, Lil' Kim et Christina Aguilera | Moulin rouge                  | Sauvée    |
| Max & Dianne        | 24 (8,8,8) | Street Commercial (Couple's choice) | Générique des Simpson                                 | Les Simpson, le film          | Sauvé     |
| Bill & Oti          | 26 (8,9,9) | Paso Doble                          | Thème du film Le Bon, la Brute et le Truand           | Le Bon, la Brute et le Truand | Sauvé     |

Le dance-off, cette semaine, s'est joué entre les couples Jason Bell & Luba et Nicola Adams & Katya
Vote des juges pour le repêchage :
- Craig : Nicola & Katya
- Motsi : Nicola & Katya
- Shirley : N'a pas eu besoin de voter mais aurait voté pour Nicola & Katya

### Semaine 4
Cette semaine, Anton du Beke remplace Motsi Mabuse dans le jury. Les scores sont donc inscrits selon l'ordre suivant : Craig Revel Horwood, Shirley Ballas, Anton du Beke.
Les danses de cette semaine sont : American Smooth, cha-cha-cha, charleston, jive, samba, valse + Street Commercial Couple's Choice
Ordre de passage
| Couple              | Scores       | Danse             | Musique                                                      | Résultat  |
| ------------------- | ------------ | ----------------- | ------------------------------------------------------------ | --------- |
| HRVY & Janette      | 27 (8,10,9)  | Salsa             | Dynamite — BTS                                               | Sauvé     |
| Ranvir & Giovanni   | 20 (5,7,8)   | Cha-Cha-Cha       | Oye cómo va — Santana / I Like It Like That — Pete Rodríguez | Sauvée    |
| Max & Dianne        | 20 (5,7,8)   | American Smooth   | It Had to Be You — Harry Connick Jr.                         | Éliminé   |
| JJ & Amy            | 17 (4,6,7)   | Jive              | Boogie Woogie Bugle Boy — Bette Midler                       | Sauvé     |
| Maisie & Gorka      | 24 (7,8,9)   | Cha-Cha-Cha       | Girls Just Want to Have Fun — Cyndi Lauper                   | En danger |
| Bill & Oti          | 27 (8,10,9)  | Street Commercial | Rapper's Delight — The Sugarhill Gang                        | Sauvé     |
| Caroline & Johannes | 22 (7,7,8)   | Valse             | With You I'm Born Again — Billy Preston & Syreeta Wright     | Sauvée    |
| Jamie & Karen       | 25 (8,8,9)   | Samba             | Bamboleo — Gipsy Kings                                       | Sauvé     |
| Clara & Aljaž       | 29 (9,10,10) | Charleston        | Baby Face — Julie Andrews                                    | Sauvée    |

Le dance-off, cette semaine, s'est joué entre les couples Max George & Dianne et Maisie Smith & Gorka.
Vote des juges pour le repêchage :
- Craig : Maisie & Gorka
- Anton : Maisie & Gorka
- Shirley : N'a pas eu besoin de voter mais aurait voté pour Max & Dianne

### Semaine 5
Cette semaine, Anton du Beke remplace de nouveau Motsi Mabuse dans le jury. Les scores sont donc inscrits selon l'ordre suivant : Craig Revel Horwood, Shirley Ballas, Anton du Beke.
Les danses de cette semaine sont : American Smooth, cha-cha-cha, quickstep, salsa, samba, tango, tango argentin + Street Commercial Couple's Choice
Ordre de passage
| Couple              | Scores       | Danse             | Musique                                                        | Résultat  |
| ------------------- | ------------ | ----------------- | -------------------------------------------------------------- | --------- |
| Bill & Oti          | 25 (8,9,8)   | American Smooth   | I've Got You Under My Skin — Frank Sinatra                     | Sauvé     |
| Maisie & Gorka      | 27 (9,9,9)   | Salsa             | Better When I'm Dancin' — Meghan Trainor                       | En danger |
| JJ & Amy            | 25 (7,9,9)   | Quickstep         | For Once in My Life — Stevie Wonder                            | Sauvé     |
| Clara & Aljaž       | 18 (5,6,7)   | Samba             | That's the Way (I Like It) — KC and the Sunshine Band          | Sauvée    |
| Jamie & Karen       | 29 (9,10,10) | Street Commercial | Gonna Make You Sweat (Everybody Dance Now) — C+C Music Factory | Sauvé     |
| HRVY & Janette      | 26 (8,9,9)   | Tango             | Golden — Harry Styles                                          | Sauvé     |
| Caroline & Johannes | 24 (8,8,8)   | Cha-cha-cha       | Rescue Me — Fontella Bass                                      | Éliminée  |
| Ranvir & Giovanni   | 27 (8,9,10)  | Tango argentin    | When Doves Cry — Prince                                        | Sauvée    |

Le dance-off, cette semaine, s'est joué entre les couples Caroline Quentin & Johannes et Maisie Smith & Gorka
Vote des juges pour le repêchage :
- Craig : Maisie & Gorka
- Anton : Maisie & Gorka
- Shirley : N'a pas eu besoin de voter mais aurait voté pour Maisie & Gorka

### Semaine 6
Cette semaine, Motsi Mabuse revient dans le jury. Les scores sont donc inscrits selon l'ordre suivant : Craig Revel Horwood, Shirley Ballas, Motsi Mabuse.
Les danses de cette semaine sont : American Smooth, jive, quickstep, tango, valse viennoise + Street Commercial Couple's Choice
Ordre de passage
| Couple            | Scores        | Danse             | Musique                                       | Résultat  |
| ----------------- | ------------- | ----------------- | --------------------------------------------- | --------- |
| Clara & Aljaž     | 19 (6,6,7)    | Jive              | River Deep, Mountain High — Ike & Tina Turner | Éliminée  |
| Jamie & Karen     | 24 (8,8,8)    | Tango             | Tanguera' — Sexteto Mayor                     | En danger |
| HRVY & Janette    | 30 (10,10,10) | Street Commercial | A Sky Full of Stars — Coldplay                | Sauvé     |
| Ranvir & Giovanni | 24 (8,8,8)    | American Smooth   | I Say a Little Prayer — Aretha Franklin       | Sauvée    |
| Bill & Oti        | 24 (8,8,8)    | Jive              | One Way or Another — Blondie                  | Sauvé     |
| JJ & Amy          | 25 (8,9,8)    | Valse viennoise   | Rescue — Lauren Daigle                        | Sauvé     |
| Maisie & Gorka    | 29 (9,10,10)  | Quickstep         | When You're Smiling — Andy Williams           | Sauvée    |

Le dance-off, cette semaine, s'est joué entre les couples Clara Amfo & Aljaž et Jamie Laing & Karen
Vote des juges pour le repêchage :
- Craig : Clara & Aljaž
- Motsi : Jamie & Karen
- Shirley : Jamie & Karen

### Semaine 7: Soirée Comédies musicales
Les danses de cette semaine sont : American Smooth, charleston, jive, tango argentin, valse viennoise
Ordre de passage
| Couple            | Scores       | Danse           | Musique                         | Comédie musicale                | Résultat  |
| ----------------- | ------------ | --------------- | ------------------------------- | ------------------------------- | --------- |
| JJ & Amy          | 20 (6,7,7)   | Charleston      | Chitty Chitty Bang Bang         | Chitty Chitty Bang Bang         | Éliminé   |
| Ranvir & Giovanni | 27 (9,9,9)   | Valse viennoise | She used to be mine             | Waitress                        | Sauvée    |
| Maisie & Gorka    | 28 (9,10,9)  | Jive            | Little Shop of Horrors          | Little Shop of Horrors          | Sauvée    |
| Bill & Oti        | 24 (8,8,8)   | Tango argentin  | The Phantom of the Opera        | The Phantom of the Opera        | Sauvé     |
| HRVY & Janette    | 29 (9,10,10) | American Smooth | One (Singular sensation)        | A Chorus Line                   | Sauvé     |
| Jamie & Karen     | 24 (8,8,8)   | Jive            | Everybody's Talking About Jamie | Everybody's Talking About Jamie | En danger |

Le dance-off, cette semaine, s'est joué entre les couples JJ Chalmers & Amy et Jamie Laing & Karen
Vote des juges pour le repêchage :
- Craig : Jamie & Karen
- Motsi : JJ & Amy
- Shirley : Jamie & Karen

### Semaine 8: Demi-finale
Les danses de cette semaine sont : charleston, jive, quickstep, rumba, salsa, tango, valse, valse viennoise + Theatre Jazz
Ordre de passage
| Couple            | Scores        | Danse           | Musique                                                               | Résultat  |
| ----------------- | ------------- | --------------- | --------------------------------------------------------------------- | --------- |
| Jamie & Karen     | 24 (8,8,8)    | Salsa           | Last Dance - Donna Summer                                             | En danger |
| Jamie & Karen     | 24 (8,8,8)    | Quickstep       | Thank God I'm A Country Boy - John Denver                             | En danger |
| Ranvir & Giovanni | 26 (8,9,9)    | Valse           | Un giorno per noi - Josh Groban                                       | Eliminée  |
| Ranvir & Giovanni | 18 (5,6,7)    | Jive            | Candyman - Christina Aguilera                                         | Eliminée  |
| Bill & Oti        | 25 (8,8,9)    | Charleston      | (Won't You Come Home) Bill Bailey - Ottilie Patterson et Chris Barber | Sauvé     |
| Bill & Oti        | 23 (8,7,8)    | Tango           | Enter Sandman - Metallica                                             | Sauvé     |
| Maisie & Gorka    | 30 (10,10,10) | Theatre Jazz    | Gettin' Jiggy wit It - Will Smith                                     | Sauvée    |
| Maisie & Gorka    | 29 (9,10,10)  | Valse viennoise | A Thousand Years - Christina Perri                                    | Sauvée    |
| HRVY & Janette    | 23 (7,8,8)    | Rumba           | Only You - Kylie Minogue and James Corden                             | Sauvé     |
| HRVY & Janette    | 30 (10,10,10) | Charleston      | Another Day of Sun - La La Land Cast                                  | Sauvé     |

### Semaine 9: Finale
Ordre de passage
| Couple         | Scores        | Danse             | Musique                                                        | Résultat      |
| -------------- | ------------- | ----------------- | -------------------------------------------------------------- | ------------- |
| HRVY & Janette | 29 (9,10,10)  | Jive              | Faith — Stevie Wonder feat. Ariana Grande                      | Seconde place |
| HRVY & Janette | 29 (9,10,10)  | Showdance         | Boogie Wonderland - Brittany Murphy                            | Seconde place |
| HRVY & Janette | 30 (10,10,10) | American Smooth   | One (Singular sensation) de A Chorus Line                      | Seconde place |
| Jamie & Karen  | 26 (8,9,9)    | Charleston        | Zero to Hero d'Hercule                                         | Seconde place |
| Jamie & Karen  | 29 (9,10,10)  | Showdance         | I'm Still Standing - Elton John                                | Seconde place |
| Jamie & Karen  | 29 (9,10,10)  | Street Commercial | Gonna Make You Sweat (Everybody Dance Now) — C+C Music Factory | Seconde place |
| Bill & Oti     | 29 (9,10,10)  | Quickstep         | Talk to the Animals - Bobby Darin                              | Vainqueur     |
| Bill & Oti     | 30 (10,10,10) | Showdance         | The Show Must Go On — Queen                                    | Vainqueur     |
| Bill & Oti     | 29 (9,10,10)  | Street Commercial | Rapper's Delight — The Sugarhill Gang                          | Vainqueur     |
| Maisie & Gorka | 29 (9,10,10)  | Samba             | Samba (Conga) — Gloria Estefan                                 | Seconde place |
| Maisie & Gorka | 30 (10,10,10) | Showdance         | We Need a Little Christmas — Idina Menzel                      | Seconde place |
| Maisie & Gorka | 29 (9,10,10)  | Quickstep         | When You're Smiling — Andy Williams                            | Seconde place |

## Vue d'ensemble des danses
Chaque célébrité performe sur une danse différente chaque semaine, parmi une sélection. Les danses en gras sont celles choisies par les couples pour le Couple's Choice.
- Semaine 1 : American Smooth, cha-cha-cha, foxtrot,  jive, paso doble, quickstep, samba, tango, valse
- Semaine 2 : American Smooth, jive, paso doble, quickstep, salsa, samba, Street Commercial, tango, valse, valse viennoise
- Semaine 3 : American Smooth, cha-cha-cha, charleston, foxtrot, jive, paso doble + Theatre Jazz + Street Commercial Couple's Choice
- Semaine 4 : American Smooth, cha-cha-cha, charleston, jive, samba, valse + Street Commercial Couple's Choice
- Semaine 5 : American Smooth, cha-cha-cha, quickstep, salsa, samba, tango, tango argentin + Street Commercial Couple's Choice
- Semaine 6 : American Smooth, jive, quickstep, tango, valse viennoise + Street Commercial Couple's Choice
- Semaine 7 : American Smooth, charleston, jive, tango argentin, valse viennoise
- Semaine 8 : charleston, jive, quickstep, rumba, salsa, tango, valse, valse viennoise + Theatre Jazz Couple's Choice

| Bill & Oti          | Cha-cha-cha     | Quickstep         | Paso Doble        | Street Commercial | American Smooth   | Jive              | Tango argentin  | Charleston   | Tango           | Quickstep  | Showdance | Street Commercial |  |  |  |  |  |  |  |  |
| HRVY & Janette      | Jive            | Valse viennoise   | Cha-cha-cha       | Salsa             | Tango             | Street Commercial | American Smooth | Rumba        | Charleston      | Jive       | Showdance | American Smooth   |  |  |  |  |  |  |  |  |
| Maisie & Gorka      | Samba           | Tango             | American Smooth   | Cha-cha-cha       | Salsa             | Quickstep         | Jive            | Theatre Jazz | Valse viennoise | Samba      | Showdance | Quickstep         |  |  |  |  |  |  |  |  |
| Jamie & Karen       | Cha-cha-cha     | American Smooth   | Charleston        | Samba             | Street Commercial | Tango             | Jive            | Salsa        | Quickstep       | Charleston | Showdance | Street Commercial |  |  |  |  |  |  |  |  |
| Ranvir & Giovanni   | Paso Doble      | Quickstep         | Foxtrot           | Cha-cha-cha       | Tango argentin    | American Smooth   | Valse viennoise | Valse        | Jive            |            |           |                   |  |  |  |  |  |  |  |  |
| JJ & Amy            | Valse           | Paso Doble        | Foxtrot           | Jive              | Quickstep         | Valse viennoise   | Charleston      |              |                 |            |           |                   |  |  |  |  |  |  |  |  |
| Clara & Aljaž       | Cha-cha-cha     | Valse viennoise   | Tango             | Charleston        | Samba             | Jive              |                 |              |                 |            |           |                   |  |  |  |  |  |  |  |  |
| Caroline & Johannes | American Smooth | Paso Doble        | Theatre Jazz      | Valse             | Cha-cha-cha       |                   |                 |              |                 |            |           |                   |  |  |  |  |  |  |  |  |
| Max & Dianne        | Tango           | Jive              | Street Commercial | American Smooth   |                   |                   |                 |              |                 |            |           |                   |  |  |  |  |  |  |  |  |
| Nicola & Katya      | Cha-cha-cha     | Street Commercial | Jive              | American Smooth   |                   |                   |                 |              |                 |            |           |                   |  |  |  |  |  |  |  |  |
| Jason & Luba        | American Smooth | Salsa             | Paso Doble        |                   |                   |                   |                 |              |                 |            |           |                   |  |  |  |  |  |  |  |  |
| Jacqui & Anton      | Foxtrot         | Samba             |                   |                   |                   |                   |                 |              |                 |            |           |                   |  |  |  |  |  |  |  |  |

 Danse avec le meilleur score
 Danse avec le moins bon score
 Danse non-effectuée (en raison d'une blessure)
 Danse du couple qui a abandonné